# ラッテ・ストーン

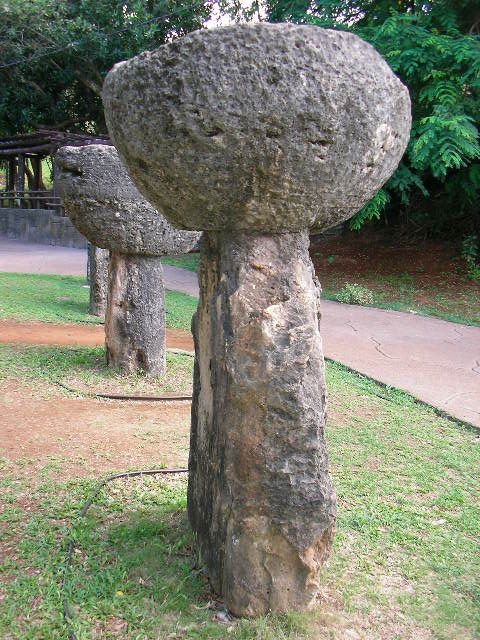
グアムの首都ハガニャのラッテ・ストーン公園にあるもの

北マリアナ諸島の旗

ラッテ・ストーン (Latte stone) とは、グアム、サイパンなどマリアナ諸島に見られるサンゴ石でできた石柱群である。
9世紀から17世紀にかけて作られたチャモロ人の古代チャモロ文化の遺跡である。古代のマリアナ諸島の王「タガ」にちなみ、タガ・ストーン (Taga stone) と呼ばれることもある。北マリアナ諸島の旗にも描かれている。
形状は、「ハリギ」と呼ばれる直立した石柱の上に「タサ」と呼ばれるお椀型の石が乗ったキノコのエリンギのような形をしている。グアムの首都ハガニャのラッテ・ストーン公園にあるものは、1.5メートルほどの高さのものが6本ずつ2列に並んでいる。テニアン島には、高さ5メートルを超える巨大なものがある。ロタ島には、ラッテ・ストーンを切り出した石切場が残っている。
ラッテ・ストーンが何に使われたものかは、17世紀後半のスペインによるマリアナ諸島の侵略により、古代チャモロ文化が途絶えてしまったためよくわかっていない。宗教施設や、墓石、建造物の土台説などがある。近年では、インドネシアのボロブドゥール遺跡に、アウトリガーの付いた外洋帆船と共にラッテ・ストーンと思われる石柱の上に建造物が乗っている壁画があることから、建造物の土台説が有力となっている。
先住民は、ラッテ・ストーンには「タオタオモナ」と呼ぶ祖先の霊が宿っているとして近付こうとしないという。